# Andesiops
Andesiops is een geslacht van haften (Ephemeroptera) uit de familie Baetidae.

## Soorten
Het geslacht Andesiops omvat de volgende soorten:
- Andesiops angolinus
- Andesiops ardua
- Andesiops peruvianus
- Andesiops torrens